# Echipa națională de volei masculin a Iranului
Echipa națională de volei a Iranului este naționala de volei a Iranului și este coordonată de Federația de volei din Iran. Iransk volleyball er blant de beste lagene i verden i dag.